# Hrvatski sabor 1848.
Hrvatski sabor sazvan 1848. godine bio je prvi sabor u hrvatskoj povijesti u koji su njegovi zastupnici birani putem izbora. Hrvatski staleški sabor preobražen je u jednodomno predstavničko tijelo, čime je udaren temelj razvoja modernog hrvatskog parlamenta. Posljednji staleški sabor održao se u listopadu 1847. Raniji staleški Sabor nije se mogao uklopiti u novo doba čija su načela slobode i jednakopravnosti rušila stare institucije umirućeg feudalnog društva u nestajanju. Bansko vijeće je 18. svibnja 1848. izdalo Naredbu o pozivanju i zastupanju Sabora Kraljevine Dalmacije, Hrvatske i Slavonije koji se ima održati i 5. i sljedećih dana mjeseca lipnja 1848. godine.
| Jelačić je odobrio izbore za Hrvatski sabor u cijeloj civilnoj i vojnoj Hrvatskoj (osim u Rijeci, koja je od prije bila pod ugarskom upravom, i Petrovaradinu, u kojem je bilo sjedište Hrabovszkoga). Od 5. lipnja do 9. srpnja zasjedao je prvi izabrani, ne staleški, Hrvatski sabor, koji je kao zakonodavno tijelo trebao obuhvatiti područja Banske Hrvatske, Slavonije, Vojne krajine, Dalmacije, Rijeke i Međimurja. Na zasjedanju Sabora 5. lipnja, Jelačić je položio svečanu prisegu, čime je bio dovršen postupak njegova uvođenja u bansku čast, premda bez prisutnosti kraljevog povjerenika. Premda je na mađarski zahtjev kralj potvrdio oduzimanje banske časti Jelačiću 10. lipnja, sabor mu je dana 29. lipnja predao neograničenu vlast (diktatorske ovlasti u građanskim i vojnim pitanjima). Tada su bile potvrđene i sve Jelačićeve odluke iz ožujka i travnja 1848., a u članku XI. bio je istaknut zahtjev za federativnim preuređenjem Monarhije, sjedinjenjem Dalmacije s banskom Hrvatskom i politički savez srpske Vojvodine, južne Štajerske, Koruške, Istre i Gorice s Hrvatskom. Člankom XXVI. bio je izglasovan Ustav krajiški radi sjedinjenja Vojne krajine s banskom Hrvatskom. Opredijelivši se za austroslavizam, saborski zastupnici zatražili su da Hrvatska sa slovenskim zemljama i dijelom južne Ugarske (Vojvodina) bude jedna od federalnih jedinica Monarhije. Posljednji saborski akt, donesen 9. srpnja, Manifest naroda hrvatsko slavonskoga, koji je sastavio Ivan Mažuranić, bio je namijenjen europskoj javnosti, a u njemu se zahtijevalo preuređenje Austrije u konfederativnu zajednicu slobodnih i ravnopravnih naroda (objašnjena je politika austroslavizma). Uz zahtjev za neovisnošću Hrvatske od Kraljevine Ugarske unutar Habsburške Monarhije, iznesen je povijesni pregled mađarsko-hrvatskih odnosa uz isticanje hrvatskoga prirodnog i povijesnog prava na samostalnost.— Hrvatska u Revoluciji 1848. |

## Odluke Banskog vijeća
Zasjedanju sabora iz 1848. godine prethodila je rasprava u Banskom vijeću o saborskom izbornom redu (izborni sustav) koji je definirao kakav treba biti novi sabor kraljevina Dalmacije, Hrvatske i Slavonije. Bansko vijeće dogovorilo se da novi sabor, u duhu vremena i u tom smislu već izraženog stajališta u Zahtijevanjima naroda, treba biti predstavničko tijelo cijelog naroda iz civilne i vojne Hrvatske. Nakon toga dogovoreno je da u novom saboru bude 191 izabrani zastupnik, a da mjesto dobiju i pojedinci na osnovi svoga virilnog prava. Virilisti su bili svi punoljetni velikaši: knezovi, grofovi i baruni, svi viši državni dužnosnici: veliki župani, podban, riječki gubernator, potkapetan Kraljevstva, biskupi, vladike, protonotar, predsjednik Sudbenog stola u Zagrebu i drugi.
Svoju odluku o raspisivanju izbora za sabor i o sazivu sabora ban Jelačić je potpisao 13. svibnja 1848. godine. Saborski izborni red objavljen je 18. svibnja 1848. pod naslovom Naredba o pozivanju i zastupanju sabora kraljevinah Dalmacie, Hervatske i Slavonie imajućem se deržat dana 5. i sliedećih mieseca lipnja t. g. u Zagrebu, napravljena u vieću banskom 8. i sliedećih mieseca dana svibnja 1848.

## Saborski izborni red
Kontinuitet staleških sabora koji je važio do 1847., prekinut je 1848. godine kada se po prvi put saziva sabor u koji su neposredno i posredno birani njegovi zastupnici. Prvi izabrani zastupnici birani su na temelju pisanih izbornih pravila, saborskog izbornog reda, koja je izdao ban Josip Jelačić 1848. godine. Ban je pak postupio u skladu s odlukama Banskog vijeća iz iste godine kada je odlučeno da se sabor ima ustrojiti na načelima izraženima u Zahtijevanjima naroda.
Saborski izborni red iz 1848. godine skup je izbornih pravila prvog modernog parlamenta u Hrvatskoj. Sastojao se od 16 paragrafa razvrstanih u pet tematskih dijelova. U prvom dijelu govori se o virilistima (punoljetni velikaši i viši državni dužnosnici) i biranim zastupnicima koji će sačinjavati sabor. U drugom dijelu govori se o načinu izbora, u trećem o tome tko može biti saborski zastupnik, u četvrtom o glasovanju na saborskim sjednicama, a u petom dijelu o trajanju mandata u novom saboru i o vremenu trajanja ovoga izbornog reda.
Izborno pravo bilo je ograničeno nizom cenzusa među kojima su imovinski i obrazovni, kao i cenzus po spolu. Pravo glasa imalo je otprilike dva i pol posto ukupnog muškog stanovništva unutar granica civilne i vojne Hrvatske. Zastupnici nisu predstavljali narod neposredno, nego pojedine ustanove: županije, gradove, samostane, regimente i Akademiju znanosti. Svaka takva ustanova imala je pravo na određen broj mandata (županije 58, gradovi 77 itd.) Svaki plemić, svećenik, posjednik, trgovac, obrtnik i činovnik, glasao je neposredno za kandidata ustanove kojoj pripada, a seljaci su glasali posredno, birali su izbornike, a oni zastupnike županije, odnosno regimente. Nisu svi punoljetni seljaci imali biračko pravo, nego samo kućne starješine. Na saborsko zasjedanje, koje je započelo 5. lipnja 1848., virilisti su došli s osobnim banskim pozivnicama, a izabrani zastupnici s vjerodajnicama koje su im izdane u njihovim izbornim jedinicama.

## Zasjedanje Sabora 1848.
Tijek društveno-političkih zbivanja u Hrvatskoj doveo je 1848. godine do uspostavljanja predstavničkog Sabora, modernog hrvatskog parlamenta koji je po prvi put u povijesti izabran putem javnih izbora. Raniji staleški Sabor nije se mogao uklopiti u novo doba čija su načela slobode i jednakopravnosti rušila stare institucije feudalnog društva u nestajanju.
Prvi moderni Sabor započeo je zasjedanje 5. lipnja 1848. godine čime je završilo razdoblje dotadašnjeg feudalnog, staleškog Sabora. U novi Sabor je izabran 191 zastupnik na temelju izbornog reda koji je omogućio reprezentativni parlament, a dokinuo staleški. Izborni red je zadržao mogućnost da svoje mjesto dobiju i pojedinci na osnovi svoga virilnog prava (plemići) kako bi se održao parlamentarni kontinuitet. Na izborima za četrdesetosmaški Sabor mogao je glasovati "svaki domovine ove sin, bez razlike roda i staleža, samo ako je pismen i ako je navršio 24 godine".
Na svibanjskim izborima u Sabor su izabrani prvaci hrvatskog narodnog pokreta: Ljudevit Gaj, Ivan Kukuljević Sakcinski, Ljudevit Vukotinović, Ivan Mažuranić i drugi čije će političko, kulturno i prosvjetiteljsko djelovanje dati snažan doprinos oblikovanju moderne Hrvatske. Tijekom lipnja i srpnja 1848. godine revolucionarni Sabor donio je niz dalekosežnih odluka poput one o ukidanju kmetstva, zatražio ujedinjenje Dalmacije i Vojne krajine s Hrvatskom, predložio poštovanje građanskih sloboda, tražio ustavno ograničenje vlasti habsburškog monarha, potvrdio odluku bana Jelačića o prekidu odnosa s Ugarskom.

### Odluke
U razdoblju od 5. lipnja do 9. srpnja 1848. godine Sabor je donio 35 zaključaka, od čega su 25 zakonski članci a ostalo su bili prijedlozi ili predstavke vladaru ili drugi manje važni saborski akti. Među najvažnijim saborskim zaključcima koje je donio je onaj o ukidanju kmetstva, zatim o uređenju odnosa Hrvatske s Ugarskom i Austrijom kojim se ne priznaje ugarska vlada, o davanju banu diktatorskih ovlaštenja, o ustavu krajiškom i povlasticama krajišnika.

### Raspuštanje
Sabor je 9. srpnja 1848. godine odgodio svoj rad "do sretnijih vremena" i nije se sastajao do 1861. godine. Formalno je raspušten kraljevim rješenjem od 7. travnja 1850. godine. Na sljedeće zasjedanje Sabor je čekao trinaest godina radi revolucionarnih zbivanja u Europi. No duh građanske i svoje Hrvatske snažno izražen u parlamentu 1848. prenio se i u 1861. godinu. Četrdesetosmaški Sabor prvi je Sabor koji je svoj rad otvorio široj javnosti i službeno, prvi put, zasjedao na hrvatskom jeziku. Izvjestitelj iz Sabora u srpnju 1848. je zapisao: 

## Saborske novine
Zasjedanja Hrvatskog sabora do 1848. godine i do preustroja iz staleške u predstavničku parlamentarnu instituciju rijetko su bila praćena tiskanom riječi, a nije objavljen ni jedan tiskani zapisnik. O dotadašnjem radu Sabora objavljeno je tek nekoliko informacija u tadašnjim zagrebačkim listovima „Agramer politische Zeitung“ i „Ilirske narodne novine“.
No, 1848. godine u novim političkim okolnostima i napetim hrvatsko-mađarskim odnosima, poraslo je zanimanje javnosti za rad novoustrojenog Hrvatskog državnog sabora, a nakon sjednice tiskan je i objavljen prvi Zapisnik Sabora. Uz postojeće novine, sjednicu toga Sabora pratile su, za tu namjenu pokrenute Saborske novine, koje je izdavao Lavoslav Župan, a uređivao Eduard Vrbančić. Prvi broj Saborskih novina izašao je 6. lipnja 1848. godine u malom formatu na samo 4 stranice. Pretplata je iznosila 2 forinte, ali ne postoje podaci o nakladi lista. Osnovna namjera tih dnevnih novina bilo je promicanje hrvatskih nacionalnih interesa u državnim odnosima s Mađarima prenoseći istupe narodnjaka u Saboru. Iako je izdavač novina očekivao velik interes javnosti, ali i same institucije parlamenta za Saborske novine, tada popularne Novine dalmatinsko-hervatsko-slavenske, koje je izdavao Ljudevit Gaj redovitije su i bolje informirale o radu Sabora, pa su nakon samo 15 brojeva Saborske novine prestale izlaziti 29. srpnja 1848. godine.

## Također pogledajte
- Hrvatska u Revoluciji 1848.
- Hrvatski sabor 1861.
- Hrvatski sabor 1865. – 1867.